# São João Baptista (Castelo de Vide)
São João Baptista (nach dem Rechtschreibabkommen ab 1990 eigentlich São João Batista) ist eine Gemeinde in Portugal, in der Region Alentejo. Die Gemeinde umfasst einen Teil des Stadtgebietes von Castelo de Vide und des Umlandes.
Neben dem historischen Zentrum Castelo de Vides, das in Teilen zur Gemeinde gehört, sind u. a. die in den ländlichen Gemeindeteilen gelegenen Megalithanlagen bekannt, die in der gesamten Region häufig zu finden sind, darunter die Antas da Coutada de Alcogulo, die Anta do Alcogulo II und die Anta do Alcogulo III oder auch der Gewölbebau Chafurdão das Lancheiras. Zu Sehenswürdigkeiten und Baudenkmälern im Gemeindegebiet siehe auch die Liste der Kulturdenkmale im Concelho Castelo de Vide.

## Geschichte
Eine Vielzahl Antas belegen eine vorgeschichtliche Besiedlung. Der heutige Ortsteil entstand zunächst im Verlauf der mittelalterlichen Reconquista, als Teil der Siedlung, die sich um die Burg von Castelo de Vide bildete. Der Ortsteil entwickelte sich danach vor allem mit der jüdischen Gemeinde, die hier vor allem ab Anfang des 16. Jahrhunderts eine Blüte erlebte. Bauten wie der charakteristische Brunnen (Fonta da Vila) zeugen von dieser Phase.

## Verwaltung
São João Baptista ist Sitz einer gleichnamigen Gemeinde (Freguesia) im Kreis Concelho von Castelo de Vide im Distrikt Portalegre. In ihr leben 850 Einwohner auf einer Fläche von 76 km² (Stand 19. April 2021).
Folgende Ortsteile von Castelo de Vide und ländliche Orte liegen in der Gemeinde:
| - Bairro São Paulo - Casa Cantoneiros - Castelo de Vide (Zentrumsteil) - Pontão Baia - Pouso - Quinta Cerca - Quinta do Arco - Quinta do Ribeirinho - Quinta Fonte Nova | - Quinta Lagar Morgado - Quinta Lagem Preta - Quinta Manguitos - Quinta Palmeiras - Quinta São José - Quinta São Pedro - Quinta Senhora da Luz - Quinta Serra |